# José Bernardino Menéndez
José Bernardino Menéndez (* 6. April 1919; † 1974) war  ein argentinischer Fußballspieler auf der Position eines Stürmers.

## Leben
In seiner Heimat Argentinien spielte Menéndez wahrscheinlich ausschließlich für den CA Vélez Sarsfield. Vermutlich bedingt durch den (bisher einmaligen!) Abstieg des Vereins aus der höchsten argentinischen Spielklasse Ende 1940 wechselten 1941 einige Spieler in die mexikanische Liga zum CF Asturias, wozu wahrscheinlich auch Menéndez gehörte. Zumindest stand Menéndez im Kader der Mannschaft, die in der Saison 1943/44 mit dem Club Asturias die erstmals ausgetragene mexikanische Profifußballmeisterschaft gewann. Menéndez blieb noch bis zur Saison 1946/47 beim Club Asturias und wechselte dann zur Union Deportiva Moctezuma de Orizaba, bei der er die Spielzeiten 1947/48, 1948/49 und 1949/50 verbrachte, in der er in einem am 14. April 1950 ausgetragenen Punktspiel bei seinem vorherigen Verein Asturias 2 Treffer zum 2:4-Endstand aus der Sicht von Moctezuma erzielte.
Nach seiner Rückkehr aus Mexiko stand Menéndez noch einmal bei Vélez Sarsfield unter Vertrag.